# 湯前町立湯前中学校
湯前町立湯前中学校（ゆのまえちょうりつ ゆのまえちゅうがっこう）は、熊本県球磨郡湯前町にある公立の中学校。

## 概要
歴史
1947年（昭和22年）の学制改革（六・三制の実施）により、新制中学校として創立。2022年（令和4年）に創立75周年を迎えた。
校訓（三綱領）
「自主・創造・勤勉」
校章
1953年（昭和28年）制定。中央に校名の略称である「湯中」の文字（縦書き）を配している。
校歌
1960年（昭和35年）制定。作詞は山口白陽、作曲は出田憲二による。歌詞は3番まであり、各番の歌詞中に校名の「湯前中学」が登場する。
通学区域
湯前町全域。小学校区は湯前町立湯前小学校。

## 沿革
- 1947年（昭和22年）- 学制改革が行われる（六・三制の実施）。
  - 4月1日 - 湯前国民学校初等科が、新制小学校「湯前町立湯前小学校」に改組・改称。
  - 4月14日 - 湯前国民学校高等科は、青年学校普通科とともに、新制中学校「湯前町立湯前中学校」（現校名）に改組・改称。小学校に併設される。初代校長に並河幸雄が着任。
- 1948年（昭和23年）7月 - PTAが発足。
- 1949年（昭和24年）5月 - 現在地に木造新校舎が完成。
- 1953年（昭和28年）5月4日 - 校章を制定。
- 1954年（昭和29年）
  - 3月 - PTAより校旗が寄贈される。
  - 5月 - 運動場を拡張。
- 1955年（昭和30年）4月 - 講堂が完成。
- 1958年（昭和33年）8月 - 西米良村立西米良中学校との親善試合を開始。
- 1960年（昭和35年）11月3日 - 校歌を制定。
- 1962年（昭和37年）11月 - 技術教室が完成。
- 1967年（昭和42年）
  - 3月 - 屋内運動場が完成。
  - 6月 - 学校給食を開始。
- 1970年（昭和45年）12月 - プールが完成。
- 1982年（昭和57年） - 校舎の改築が完了。
- 1989年（平成元年）- 青雲橋が完成。
- 1997年（平成9年）12月 - エレベーターが完成。
- 1999年（平成11年）7月 - パソコン教室が完成。
- 2003年（平成15年）3月 - 男子の頭髪を自由化。
- 2007年（平成19年）
  - 2月 - 新体育館が完成。
  - 4月 - 特別支援学級｢みどり学級｣を新設。
- 2010年（平成22年）4月 - プールを改修。
- 2013年（平成25年）3月 - 体育倉庫と部室が完成。
- 2015年（平成27年）3月 - 小プールが完成。
- 2018年（平成30年）
  - 2月1日 - 湯前町コミュニティスクールが発足。
  - 2月19日 - 創立70周年記念式典記念講演会で、出身者の中原丈雄（俳優）が講演を行う。
- 2020年（令和2年）12月 - 校舎外部改修工事が完了。

## 部活動
運動部
- 野球部
- 女子バレーボール部
- ソフトテニス部
- 陸上部
- 柔道部
- 剣道部

文化部
- 吹奏楽部
- 美術部

## 著名な関係者
- 中原丈雄（俳優）
- 久保田聡（陸上選手･モンテローザ所属）
- 太田黒卓 - 陸上競技選手（上武大学→八千代工業→ひらまつ病院→西鉄）

## 交通アクセス
最寄りの鉄道駅
- くま川鉄道 湯前線 「湯前駅」より徒歩約25分。

最寄りのバス停留所
- 九州産交バス 「湯前駅」停留所

最寄りの幹線道路
- 国道219号
- 熊本県道43号錦湯前線

## 周辺
- 湯前町学校給食共同調理場
- 湯前町立湯前小学校
- 湯前町役場
- 幸野溝土地改良区
- 幸野溝（こうのみぞ）